# Raducz

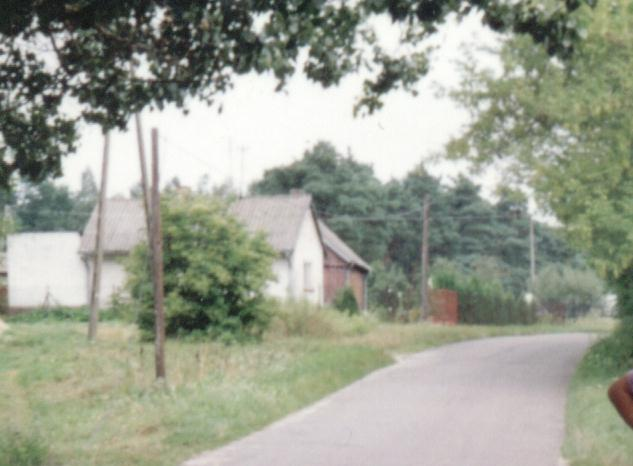
Zachodni kraniec Raducza

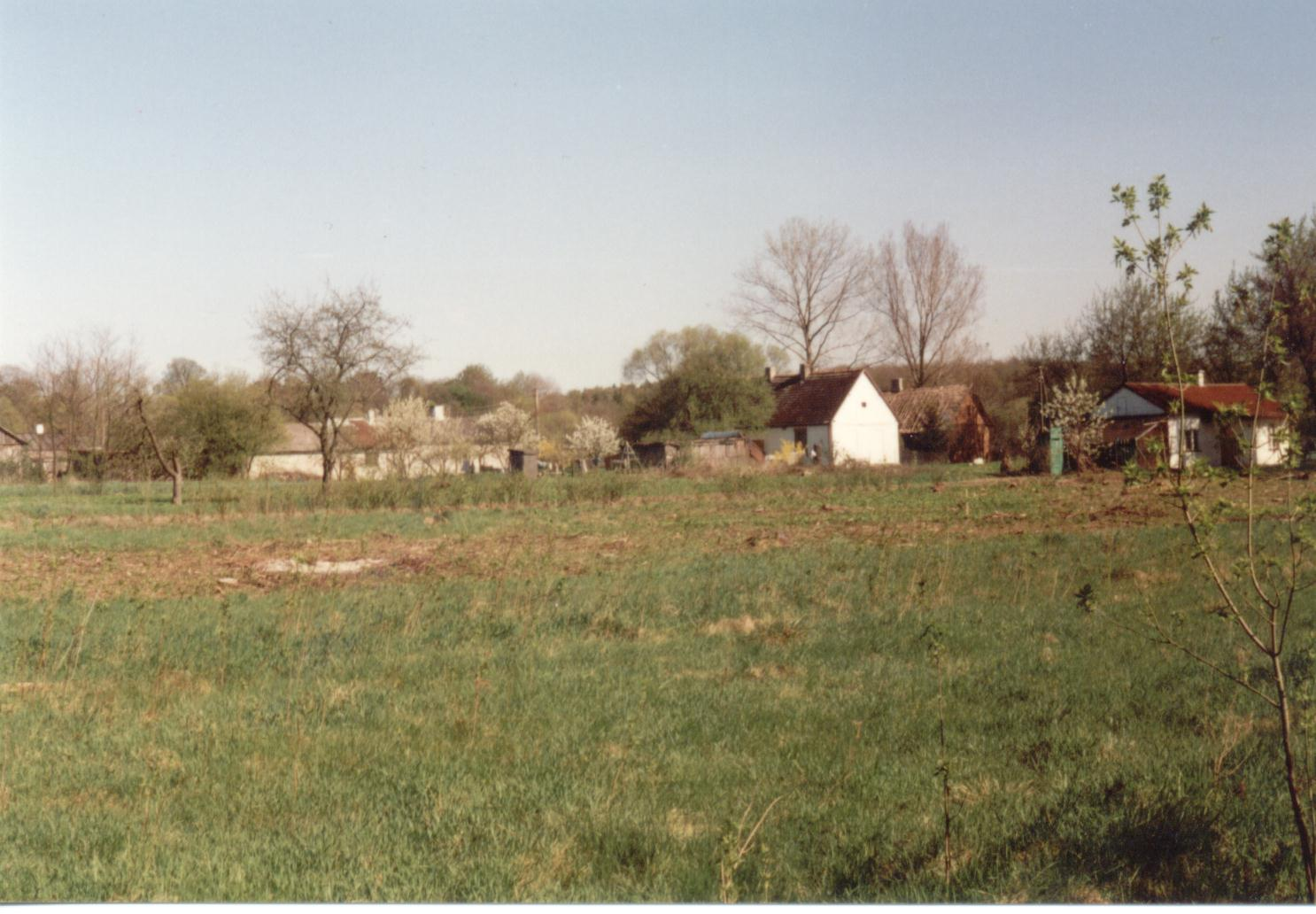
Domy w Raduczu

Raducz – wieś w Polsce położona w województwie łódzkim, w powiecie skierniewickim, w gminie Nowy Kawęczyn. Raducz wchodzi w skład sołectwa Nowy Dwór.

## Położenie
Raducz leży na Równinie Łowicko-Błońskiej, w północno-wschodniej części województwa łódzkiego, przy bocznej drodze odchodzącej na wschód od drogi wojewódzkiej nr 707 Skierniewice – Rawa Mazowiecka, w odległości ok. 70 km na południowy zachód od Warszawy. Odległość od stolicy województwa – Łodzi także wynosi ok. 70 km.
Skierniewice (siedziba powiatu) leżą ok. 18 km na północny zachód od wsi, siedziba gminy – Nowy Kawęczyn znajduje się w odległości ok. 4,5 km od osady, zaś sołectwo w Nowym Dworze dzieli od Raducza około 1 kilometr.
W odległości 4 km od osady przebiega międzynarodowa droga szybkiego ruchu E67.

## Ludność
Od lat 70. XX wieku Raducz ma w głównej mierze charakter letniskowy. Na stałe zamieszkuje go około 38 osób (niemal wyłącznie w części wschodniej), natomiast w okresie letnim liczba mieszkańców wzrasta kilkakrotnie.
Do przełomu lat 50. i 60. Raducz był typową wsią rolniczą licząca ok. 200–250 mieszkańców. W latach następnych stopniowo następowało znaczące zmniejszenie tej liczby spowodowane odpływem ludności do miast, głównie do Łodzi, Warszawy i Skierniewic, oraz w mniejszym stopniu do Rawy Mazowieckiej. To stamtąd obecnie pochodzi większość osób spędzających lato w osadzie. Są to niemal wyłącznie dawni mieszkańcy wioski lub ich potomkowie. Ludność stała zajmuje się rolnictwem tylko dla zaspokojenia własnych potrzeb, źródłem utrzymania są renty i emerytury oraz praca zarobkowa w zawodach pozarolniczych.

Od początku XXI wieku populacja osady wzrosła o kilkanaście procent (czyli o kilka osób) dzięki występującej w Polsce i Europie modzie do osiedlania się emerytów i ludzi wykonujących wolne zawody poza obszarami miast.
Poza stałą ludnością i – od lat 70. – letniakami, w Raduczu, na terenie tamtejszej jednostki wojskowej, aż do lat 90. przebywało także od kilkudziesięciu do ponad tysiąca żołnierzy.

## Charakter osady

### Zabudowa

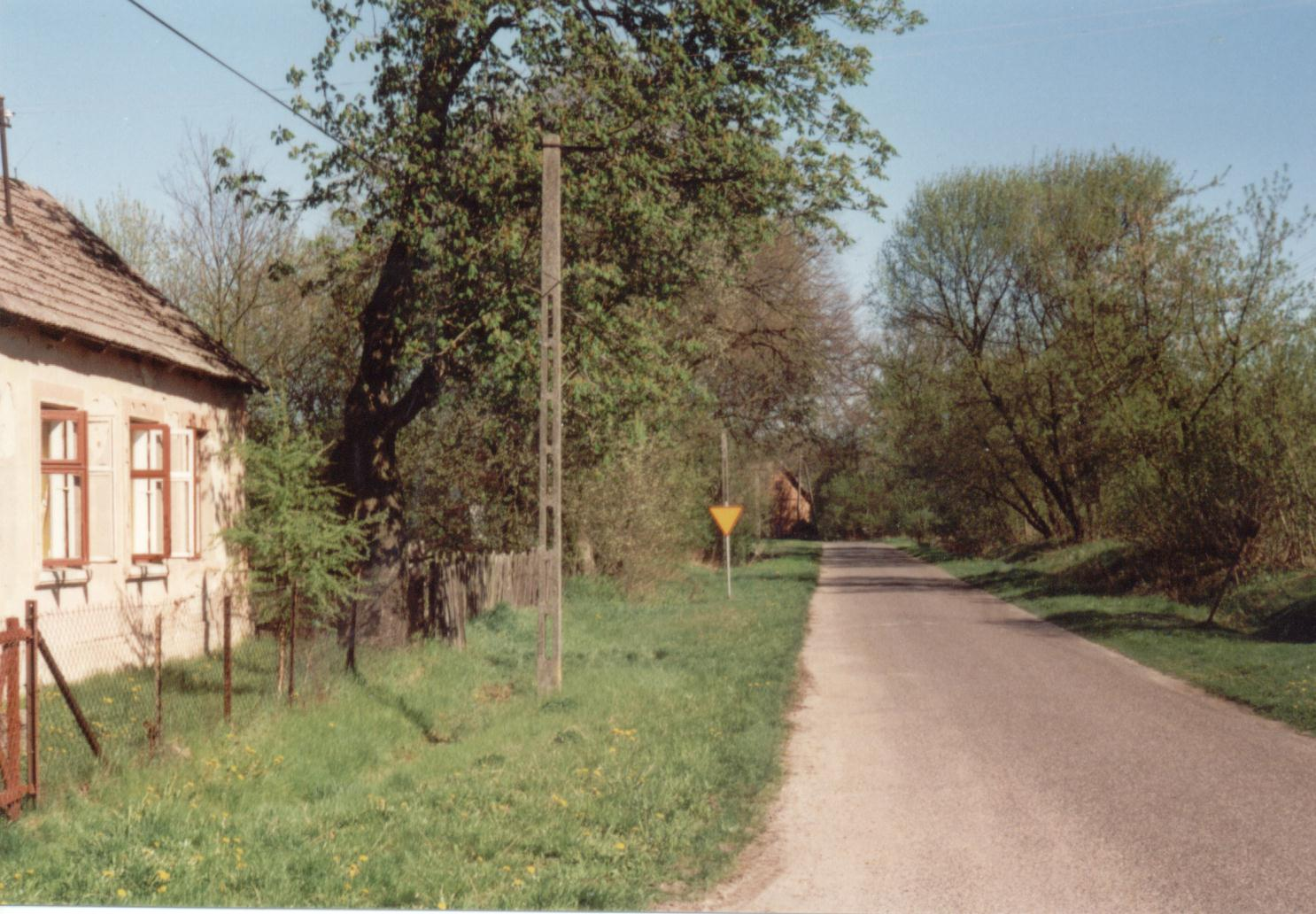
Droga stanowiąca oś osady

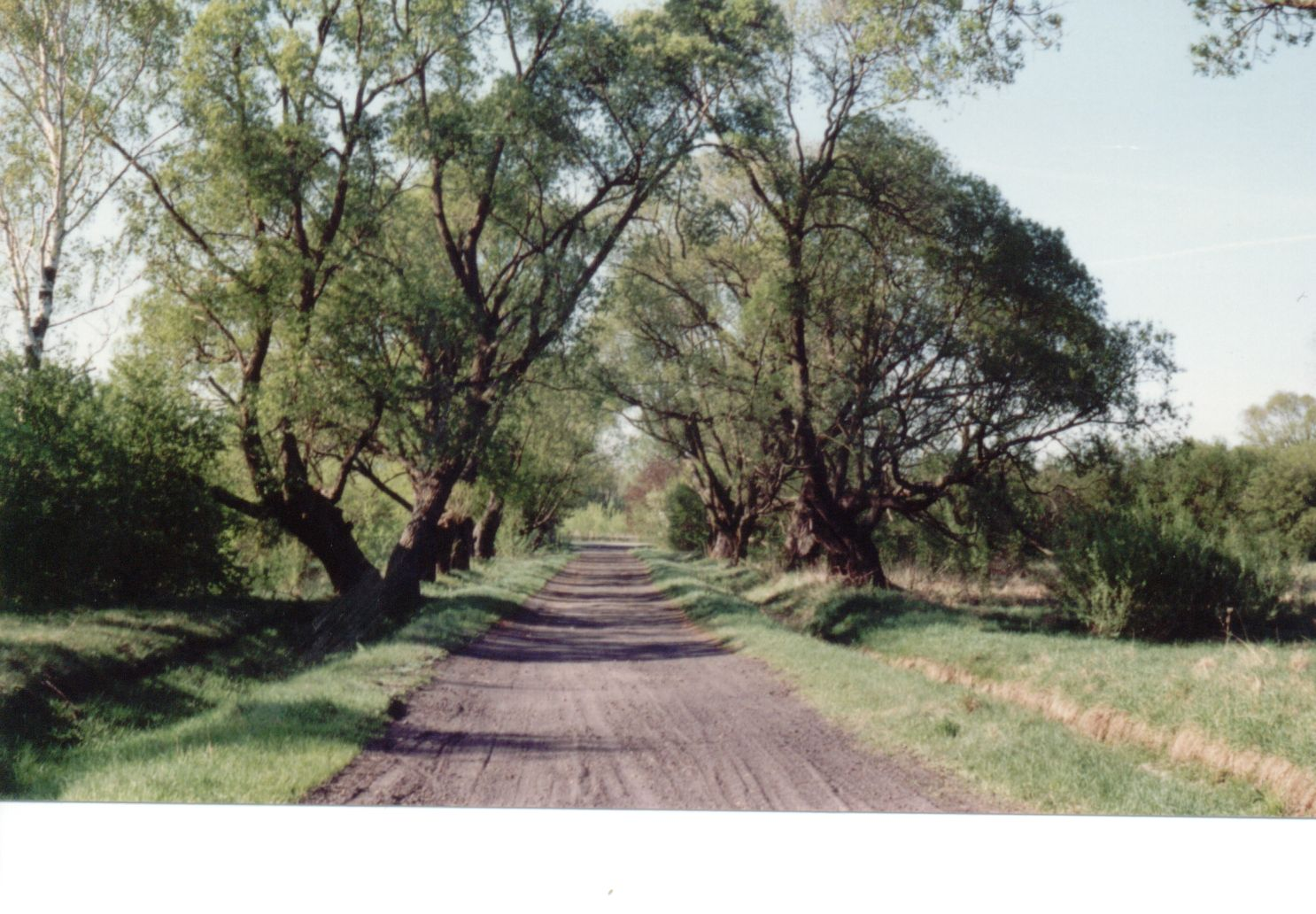
Wysadzana wierzbami aleja, stanowiąca początkowy fragment drogi do Babska

Raducz w swej strukturze osadniczej wykazuje cechy pośrednie pomiędzy ulicówką a nietypową rzędówką. Większość zabudowań znajduje się po jednej (północnej) stronie drogi, a po przeciwnej stronie rozciągają się pola (obecnie nieużytki) oraz łąki. Wieś składa się z 2 części: wschodniej (starszej) i zachodniej, niegdyś na mapach nazywanej Raducz–Kolonia. Każda z połówek osady ma po ok. 20 domów rozciągniętych na długości ok. 0,5 km, oddalone są one od siebie od siebie także o ok. 0,5 km. Jedno odosobnione gospodarstwo znajduje się z dala od reszty wsi, około kilometra na północ, przy drodze prowadzącej do Psar.
Domy w Raduczu są stare, niemal wszystkie postawiono jeszcze przed II wojną światową, prawie wszystkie – murowane. Domy te są (z jednym wyjątkiem) parterowe, z dwuspadowymi dachami. Jedynie kilka z nich jest zamieszkiwanych przez cały rok, pozostałe służą jako letniska.
Na wschodnim końcu wsi, w pobliżu dawnego dworu (obecnie stanowiącego własność MSW) znajduje się niewielka stara aleja, wysadzana kasztanowcami, długa na ok. 100 m.
Inna aleja, długości ok. 200 m, znajduje się po obu stronach znajdującego się we wsi początkowego fragmentu drogi prowadzącej do Babska, nieopodal dawnego pastwiska dla bydła. Składają się na nią stare, ponadstuletnie, częściowo spróchniałe wierzby.
Do lat 60. we wsi znajdował się również niewielki park, stanowiący niegdyś własność dworu, lecz obecnie zarósł on całkowicie i zdziczał tak, że wyglądem nie odbiega od innych lasów położonych w pobliżu wsi.
Poza zabudowaniami do wsi należą też pewne obszary gruntów dawniej wykorzystywanych rolniczo. Te niegdysiejsze pola uprawne i łąki należące do raduckich chłopów sięgały aż do rzeki Rawki (ok. 1,5–3 km od zabudowań osady).
Na północ od osady znajdują się zabudowania jednostki wojskowej. Stoją one na terenie jednostki; cały ten obszar otoczony jest ogrodzeniem. Część tych zabudowań pochodzi jeszcze z czasów carskich. Są to długie, parterowe XIX-wieczne budynki, o czterospadowym dachu. Zbudowane są z drewnianych bali. Poza tym na terenie jednostki znajdują się zabudowania nowsze, z lat 80., w formie 2-piętrowych bloków.
Przy zachodnim krańcu osady znajduje się boisko sportowe, wykorzystywane niekiedy do rozgrywania meczów piłkarskich przez Gminny Klub Sportowy „Manchatan”  Nowy Kawęczyn.

### Rolnictwo

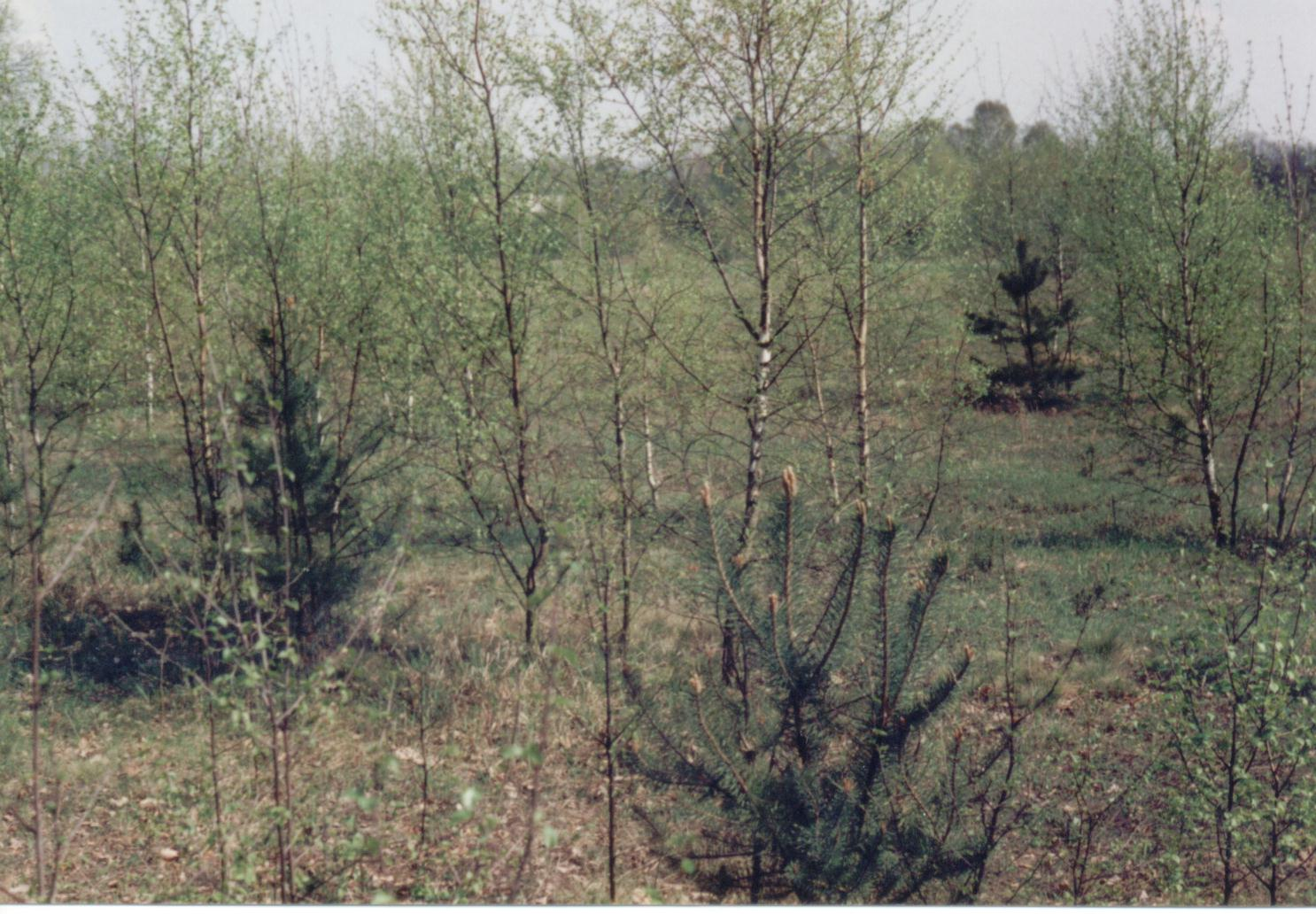
Obszar dawnych raduckich pól

Grunty orne w okolicy Raducza należą do niskich klas bonitacyjnych; obecnie niemal w całości leżą one odłogiem. Jedynie ogródki przydomowe posiadają glebę klasy IV i w nich dla zaspokojenia własnych potrzeb, mieszkańcy wsi uprawiają warzywa.
Do lat 50. Raducz był typową wsią mazowiecką, zaś jego ludność trudniła się niemal wyłącznie rolnictwem oraz chowem i hodowlą zwierząt. Uprawiano zboża, głównie żyto i owies, a także ziemniaki oraz warzywa, zwłaszcza kapustę, marchew i buraki cukrowe. Chów zwierząt obejmował bydło domowe (w latach 50. we wsi żyło ponad 60 krów), świnie, konie oraz drób (głównie kury i gęsi). Przed II wojną duże znaczenie miała także hodowla owiec i kóz. Sadownictwo nie odgrywało w gospodarce wsi większej roli, jedynie jabłonie rosły w większości przydomowych ogrodów.
Od końca lat 50. znaczenie rolnictwa w życiu wsi stopniowo malało: niektórzy mieszkańcy znajdowali inne zajęcia, niezwiązane z pracą na roli, inni, zwłaszcza młodsi, przeprowadzali się do miast, pozostawiając ziemię starszym. Gdy w końcu lat 60. dano rolnikom możliwość przechodzenia na emerytury, raduckie pola i łąki zaczęły stopniowo zarastać dziką roślinnością. Jeszcze na początku lat 80. pod uprawą znajdowała się ponad połowa dawnych pól, a na pastwisku nieopodal osady pasło się kilka krów, parę koni i dziesiątki gęsi.

### Rosyjski cmentarz wojskowy

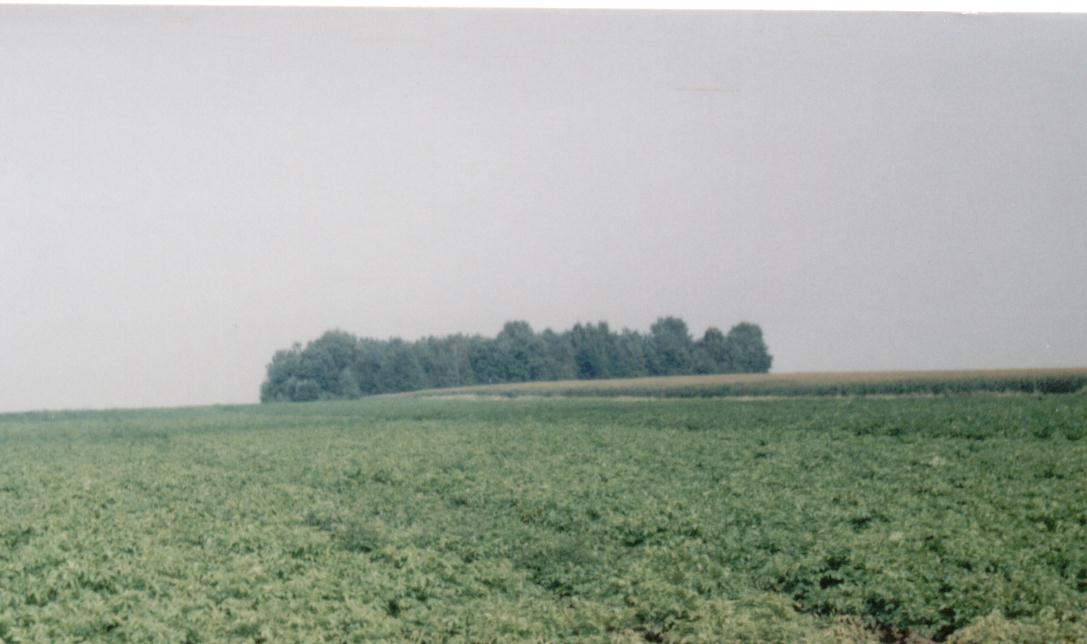
Zadrzewiony dawny rosyjski cmentarz wojskowy wyróżnia się wśród pól

W okresie stacjonowania w Raduczu garnizonu Imperium Rosyjskiego (do 1914 r.), ok. 2 km na wschód od wsi, na obszarze położonym dziś wśród pól należących do sąsiedniej wsi Babsk, znajdował się niewielki rosyjski cmentarz wojskowy. Cmentarz uznawano za leżący w Raduczu prawdopodobnie z uwagi na to, że w tej wsi znajdowała się jednostka wojskowa; geograficznie nekropolia leżała bliżej Babska. Na cmentarzu tym grzebani byli żołnierze carscy zmarli w czasie odbywania służby wojskowej, zaś w 1914 r. pochowano tam także żołnierzy poległych w wyniku trwających w okolicy Raducza walk, które były częścią tzw. bitwy nad Rawką. Do wojny na terenie garnizonu znajdowała się niewielka cerkiew. W trakcie działań wojennych w 1914 r., podczas niemieckiego ostrzału artyleryjskiego, świątynia ta została całkowicie zniszczona, a sam cmentarz w znacznym stopniu zdewastowany. Nagrobków nigdy nie naprawiono. Jeszcze w latach 60 XX w. na terenie tym można było odnaleźć resztki kamiennych nagrobków z napisami wykonanymi cyrylicą, w latach 90 XX w. nie było już po nich żadnego śladu. Na miejscu cmentarza jest obecnie zbiorowisko drzew i krzewów, tak gęste, iż wejście na teren dawnej nekropolii jest praktycznie niemożliwe. Obszar dawnego cmentarza właśnie tym wyróżnia się z okolicy, gdyż jest jedynym w promieniu ok. 1–2 km zbiorowiskiem zarośli, położonym wśród pól uprawnych.

## Historia

### Do XIX w.
Wieś szlachecka położona była w drugiej połowie XVI wieku w powiecie bielskim ziemi rawskiej województwa rawskiego.

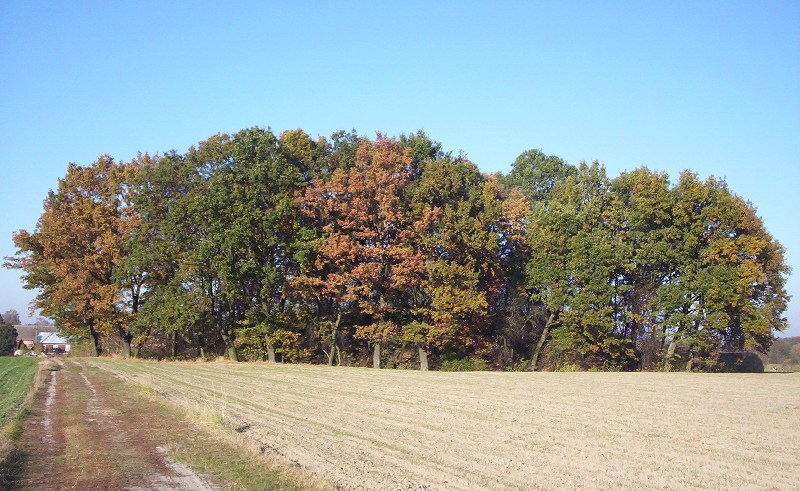
Oddalone o ok. 5 km od Raducza grodzisko w Starej Rawie (ukryte w drzewach) – dowód starego osadnictwa w pobliżu wsi

Raducz jest dość starą wsią, nie wiadomo dokładnie kiedy powstał, na pewno istniał już w XVIII w. Prawdopodobnie osada jest znacznie starsza, gdyż tereny w pobliżu wsi, jak i na całym Mazowszu były zaludnione dość gęsto już średniowieczu. W XI-XII w. w odległej od Raducza o ok. 4,6 km Starej Rawie oraz oddalonym o 6 km Kurzeszynie istniały drewniane grody otoczone palisadami, po których zachowały się pozostałości w postaci grodzisk. Od XIII w. potwierdzone jest także istnienie pobliskiego Jeruzala, a od XIV w. – sąsiednich: Nowego Dworu i Babska.
Na stary rodowód osady wskazuje także fakt, iż wywodzące się od nazwy wsi nazwisko szlacheckie „Raducki” pojawia się w dokumentach znacznie wcześniej, niż pisemne wzmianki o samym Raduczu.
Do końca XVIII wieku wieś była zlokalizowana prawdopodobnie we wschodnim krańcu obecnej osady. Obszar zabudowany obejmował być może także fragment terenów obecnego poligonu, w wyniku czego wieś leżała nieco bliżej Babska, niż położona jest obecnie.
W XVIII w. Raducz należał do właścicieli sąsiedniego Babska.

### Lata 1800–1914
Na początku XIX w. istniała tylko wschodnia część dzisiejszej wsi, należąca do położonego na końcu obecnej osady dworu. Zachodnią część miejscowości w latach 20. XIX w. założyli koloniści ewangeliccy z zachodniej Europy, głównie Niemiec, osiedlający się w okolicach Rawy Mazowieckiej. Osadnicy owi opuścili Raducz jeszcze w XIX wieku, a ich miejsce zajęli polscy chłopi.
Obszar pomiędzy oboma częściami miejscowości oddzielała odległość około kilometra. Wschodnia część osady została rozbudowana w stronę zachodniej po przekazaniu przez wojsko rosyjskie niewielkiego fragmentu ziem poligonu ówczesnemu właścicielowi Raducza, który teren ten podzielił na działki i rozdzielił pomiędzy chłopów, z przeznaczeniem na zagrody.
Od początku XIX w. Raducz stanowił odrębną gminę (aczkolwiek nazwa tej jednostki podziału administracyjnego nie odpowiada obecnemu znaczeniu tego słowa: w owym czasie gminami mogły być miejscowości liczące powyżej 10 domostw). Gmina w Raduczu istniała do połowy XIX stulecia.
W XIX w. majątek Raducz stanowił własność Konstancji Gładkowskiej (1810−1889) – śpiewaczki opery warszawskiej – młodzieńczej miłości Fryderyka Chopina, która jest pochowana w na cmentarzu w sąsiednim Babsku, będącym parafialną nekropolią Raducza.
Na początku XIX w. w osadzie zostały zbudowane koszary, w których stacjonował rosyjski garnizon. W okresie tym wieś rozwijała się, do czego przyczyniał się ogólny rozwój gospodarczy Królestwa Polskiego, ale w głównej mierze rozwój osady odbywał się dzięki istnieniu owej jednostki wojskowej.

### Lata 1914–1939
Na początku I wojny światowej, późnym latem i jesienią 1914 r. w okolicy Raducza toczyły się ciężkie walki niemiecko-rosyjskie, będące częścią większych bojów w rejonie Rawki (tzw. bitwa nad Rawką), po których w okolicznych lasach nadal istnieją pozostałości w formie resztek okopów. W wyniku tych walk, a zwłaszcza prowadzonego znad rzeki Rawki ostrzału położonych we wsi koszar armii rosyjskiej i położonego poza osadą rosyjskiego cmentarza wojskowego, osada nieco ucierpiała. W znacznym stopniu zniszczony został ów cmentarz wojskowy i garnizonowa cerkiew. W wyniku walk Rosjanie opuścili Raducz. Zajęcie osady przez Niemców i związane z tym rekwizycje niekorzystnie odbiły się na sytuacji Raducza i jego mieszkańców. Sytuację tę pogłębiał spowodowany wojną ogólny upadek gospodarczy kraju. Liczne szkody zostały wyrządzone także w 1918 r., w trakcie wycofywania się okupantów; m.in. spalony został wtedy dwór w sąsiednim Nowym Dworze, w którym pracowała pewna liczba mieszkańców Raducza.
Po wojnie, wraz z poprawą sytuacji gospodarczej następował stopniowy rozwój osady: wzrosło pogłowie zwierząt gospodarskich, usunięto też zniszczenia wojenne i pobudowano nowe domy (niemal wszystkie istniejące obecnie budynki mieszkalne we wsi pochodzą z tego okresu). Wieś osiągnęła w owym czasie swoje największe rozmiary – liczyła powyżej 300 mieszkańców (nie licząc wojska), zamieszkujących w ponad 50 domach. Oprócz koszar w osadzie znajdowały się m.in. szkoła, piekarnia i sklep z wyszynkiem, a ponadto na tzw. linii – wzdłuż drogi prowadzącej do jednostki wojskowej stało kilka drewnianych sklepików należących do kupców żydowskich. Sklepiki te nastawione były głównie na obsługę żołnierzy, zwłaszcza oficerów, a także ich rodzin.
We wsi, przy drodze prowadzącej do Nowego Dworu właściciel tamtejszego majątku zbudował stawy służące do hodowli ryb.
Z powodu niskiej jakości ziemi i związanych z tym słabych plonów ludność wsi żyła jednak dość ubogo.
Znajdująca się we wsi baza wojskowa stała się własnością Wojska Polskiego; na ogół stacjonowało w niej (zależnie od okresu i pory roku) od kilkudziesięciu do kilkuset żołnierzy piechoty; w niektórych latach przyjeżdżały na ćwiczenia także wojska pancerne i lotnicze.

### II wojna światowa
W 1939 r. w okolicy Raducza toczyły się walki, zwłaszcza o położoną ok. 4 km od osady strategiczną drogę prowadzącą w kierunku Warszawy. Także w samym Raduczu toczyły się starcia Kresowej Brygady Kawalerii z Armii „Łódź” z Wehrmachtem m.in. o leżące we wsi koszary. W trakcie walk w pobliżu poligonu wojskowego, w dniu 11 września 1939 r. dowódca Kresowej Brygady Kawalerii – płk Andrzej Kunachowicz został ciężko ranny.
W czasie próby opanowania koszar przez Niemców, w wyniku zaskoczenia przez kilkunastoosobowy, pozostały w Raduczu oddział Wojska Polskiego Niemcy ponieśli spore straty w ludziach. Po przybyciu posiłków niemieckich i wyczerpaniu amunicji, Polacy wycofali się, usiłując prawdopodobnie przedrzeć się w kierunku większych zgrupowań wojska. Operacja ta nie powiodła się; żołnierze zostali otoczeni w jednym z domów oddalonych od głównych zabudowań osady, który został następnie podpalony. W tej sytuacji żołnierze polscy poddali się. 11 września 19 żołnierzy polskich zostało zamordowanych i pochowanych w lesie, za terenem jednostki wojskowej. Po wojnie w miejscu tym, znajdującym się ok. 1,5 km na północ od zabudowań wsi, oddalonym od drogi, postawiono niewielki pomnik.
Pod okupacją niemiecką Raducz przechodził typowe dla polskich wsi koleje losów, na szczęście jednak we wsi nie odbyły się egzekucje czy masowe wywózki do Rzeszy. Ponieważ dla Niemców raduckie koszary nie miały w ówczesnych warunkach znaczenia strategicznego, obsadzone zostały jedynie przez kilkunastoosobową załogę złożoną ze zmobilizowanych rezerwistów.
W odwet za akcje partyzanckie w okolicy 5 października 1942 roku gestapo z Łowicza powiesiło we wsi 5 przywiezionych ze Skierniewic więźniów, członków PPR.
Raducz został wyzwolony w styczniu 1945 r. przez żołnierzy Armii Czerwonej. Stacjonujący w osadzie niewielki oddział Niemców opuścił wieś bez walki, jedynie w pobliskim lesie doszło do niewielkiego starcia, w czasie którego Rosjanie zastrzelili niemieckiego żołnierza.

### Po 1945
Zaraz po wojnie wieś nadal znajdowała się w dobrej sytuacji: bliskość wojska miała korzystny wpływ na rozwój osady: w Raduczu mieściło się kilka sklepów oraz 4-klasowa szkoła powszechna (tj. podstawowa), a także biblioteka publiczna. W latach 1954–1958 wieś była siedzibą gromady Raducz.
W latach 40. w Raduczu przeprowadzono reformę rolną, w wyniku czego część dotychczasowych terenów poligonu wojskowego stała się gruntami rolnymi i przeszła w ręce małorolnych chłopów z zachodniej części wsi.
Stopniowy upadek osady rozpoczął się w latach 50., wraz z emigracją większości ludności do miast. Już w 1958 r. Raducz przestał być siedzibą jednostki podziału administracyjnego. Od tej pory ogólna liczba domów zmniejszyła się o 20% w stosunku do okresu przedwojennego (z czego 4/5 zamieszkane są tylko latem), opuszczone pola zarosły, zaś liczba stałej ludności spadła ośmiokrotnie. W związku z nielicznym zaludnieniem we wsi zlikwidowano stanowisko sołtysa. Obecnie Raducz podlega sołtysowi w Nowym Dworze.
W 1956 r. wieś została zelektryfikowana, a na początku lat 60. w osadzie zainstalowano radiowęzeł, wykorzystujący tzw. kołchoźniki (w miejscowej gwarze, należącej do północnych odmian dialektu małopolskiego: chołchoźniki), który istniał do połowy lat 70. Także w latach 70. na części drogi stanowiącej oś osady położono asfalt. Od tego czasu do Raducza dojeżdża PKS. Pozostała część miejscowości na wyasfaltowanie czekała do końca lat 80. Także w latach 80. we wsi pojawiła się linia telefoniczna. W XXI w. we wsi uruchomiono instalację wodociągową.

## Przynależność administracyjna po II wojnie światowej
Do 1954 r. Raducz wchodził w skład gminy Marianów. Po reformie administracyjnej z 1954 r., kiedy to w miejsce gmin wprowadzono nieco mniejsze jednostki podziału administracyjnego – gromady, wieś stała się siedzibą gromady Raducz. W wyniku korekty wprowadzonej 1 stycznia 1958 r., gromada Raducz została zlikwidowana, a wieś i większość obszaru gromady włączona została w skład gromady Kawenczyn Nowy. We wszystkich tych układach wieś znajdowała się w obrębie powiatu rawskiego. Administracyjne związanie Raducza ze Skierniewicami nastąpiło w roku 1973, kiedy to zlikwidowano gromady i przywrócono gminę jako podstawową jednostkę podziału terytorialnego. Raducz wszedł wówczas w skład gminy Nowy Kawęczyn, należącej do powiatu skierniewickiego. Aż do roku 1975 Raducz wchodził w skład ówczesnego województwa łódzkiego. Po likwidacji powiatów, w latach 1975–1998 miejscowość należała do województwa skierniewickiego. Od 1 stycznia 1999 r. Raducz pozostając w gminie Nowy Kawęczyn wszedł w skład powiatu skierniewickiego i województwa łódzkiego.

## Okolica

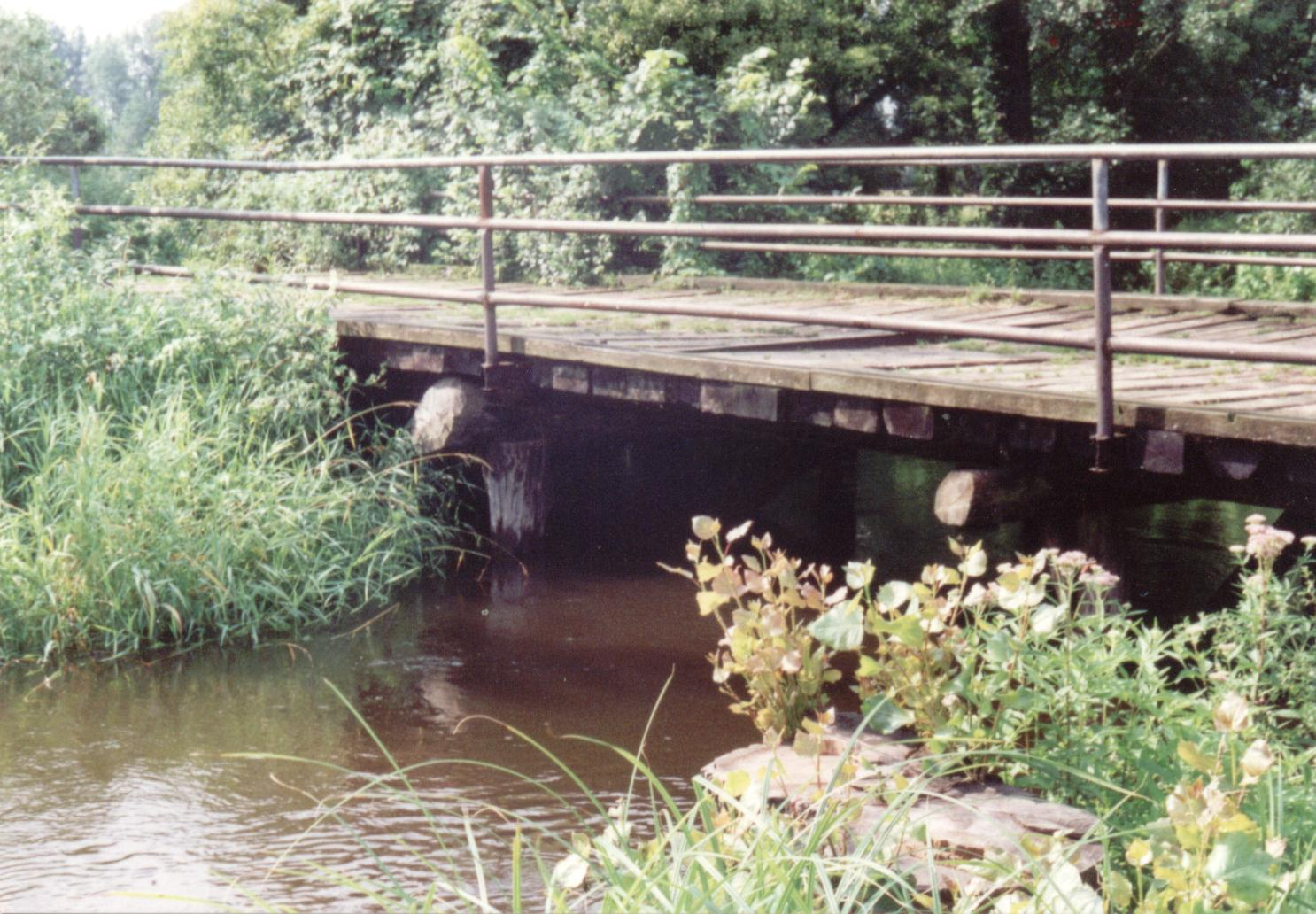
Przepływająca przy zachodniej granicy wsi rzeka Rawka (na zdjęciu: most nad Rawką na polnej drodze z Raducza do Nowego Dworu)

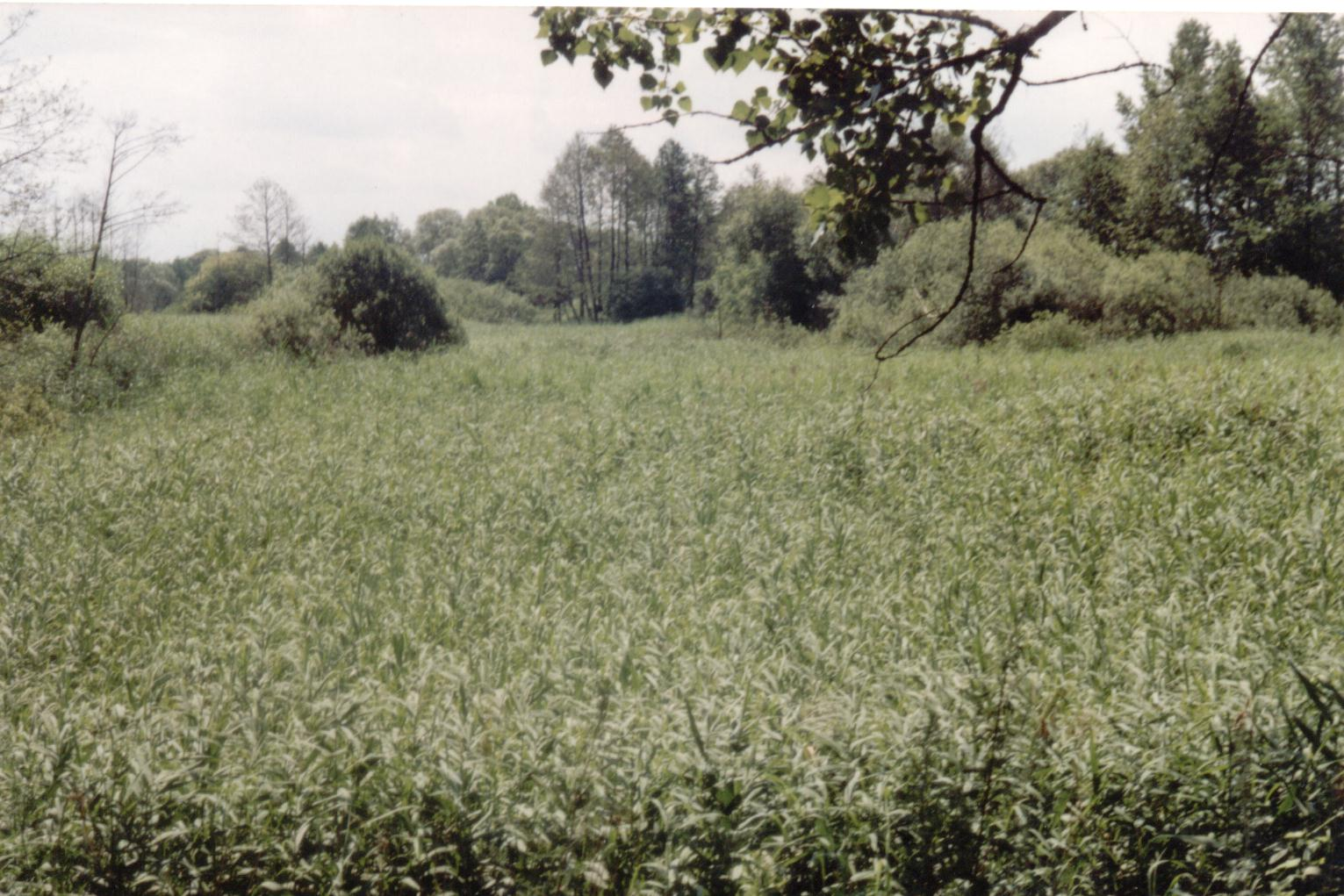
Bagna w pobliżu Raducza, powstałe na miejscu dawnych stawów hodowlanych

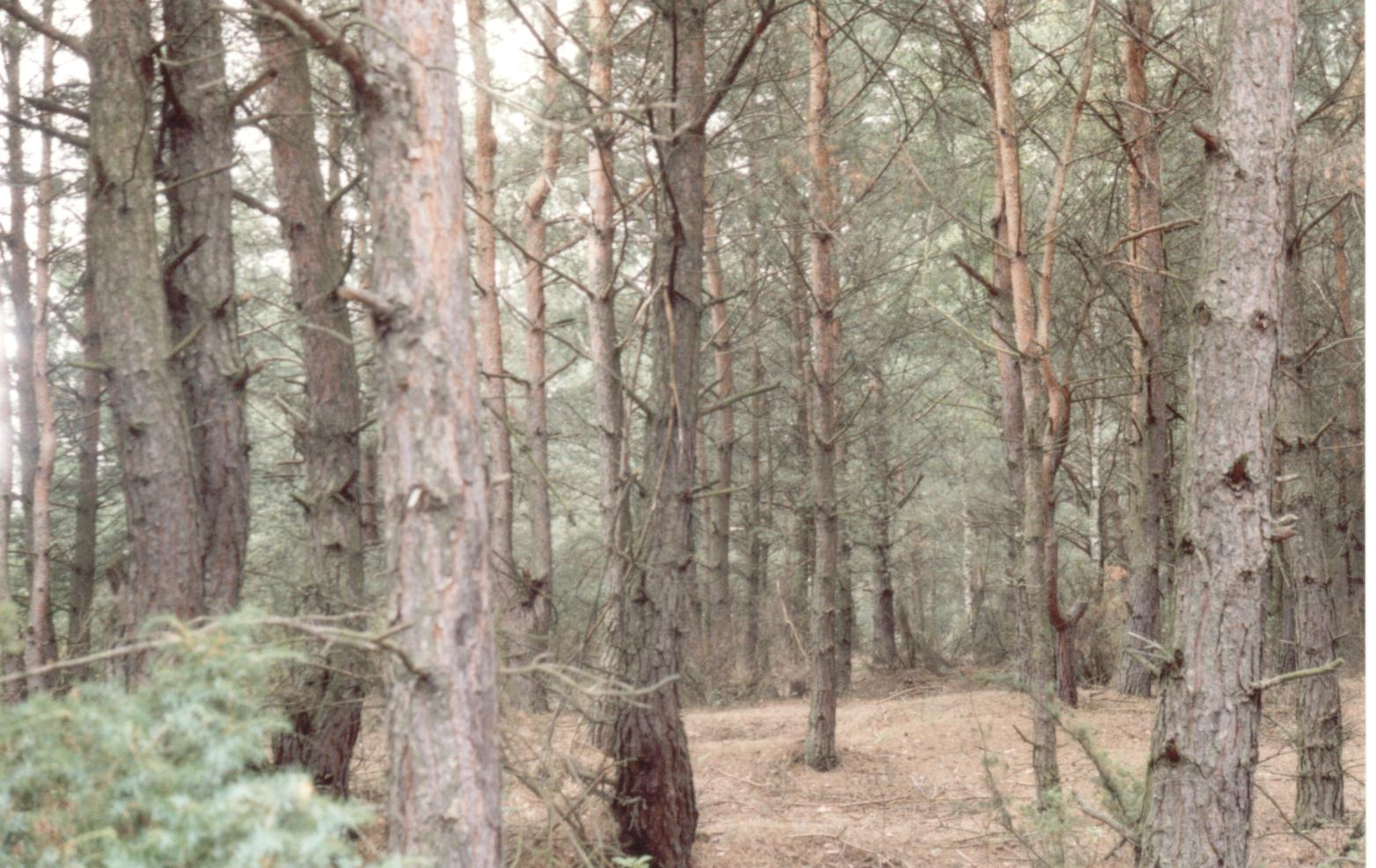
Las sosnowy przy drodze do Julianowa Raduckiego

### Ukształtowanie powierzchni
Raducz leży na terenie równinnym, zaś droga, wzdłuż której stoją domy, łagodnie wznosi się, w miarę oddalania się od rzeki Rawki. Ogólnie wahania wysokości terenu we wsi, i najbliższej okolicy nie przekraczają kilku metrów. Osada położona jest na wysokości ok. 140 m n.p.m.
Rzeźba terenu w okolicy Raducza reprezentuje typ rzeźby polodowcowej, ukształtowanej przez trzykrotne nasunięcia lądolodów w plejstocenie. Ostatni lądolód czwartorzędowy pozostawił w podłożu pokrywę utworów gliniastych i piaszczysto – żwirowych o miąższości 30 – 100 m.

### Roślinność
W okolicy Raducza znajdują się głównie nieużytki porośnięte przez klony, krzewy, rośliny kwiatowe oraz trawy, osty i inne chwasty. Wokół osady rozciągają się też liczne młode, niewielkie kompleksy leśne i zadrzewienia, złożone z sosen, brzóz i robinii akacjowej, porastające odłogi należące do wsi oraz nieużywany poligon wojskowy. Do zachodniego końca osady przylega niewielki las sosnowy. Na wschód od osady rośnie ok. 40–50-letni las sosnowy z domieszką brzozy, zajmujący obszar kilkuset hektarów. W pobliżu Raducza brak jest natomiast dużych, zwartych kompleksów leśnych.
W pobliżu zabudowań znajdują się sady oraz niewielkie obszary uprawne, na których mieszkańcy i wsi letnicy uprawiają warzywa na własne potrzeby.
Od zachodu do wsi przylegają niewielkie bagna, powstałe na miejscu dawnych, jeszcze przedwojennych, stawów hodowlanych oraz na rozlewiskach rzeki Rawki. Są one porośnięte typowymi dla tego ekosystemu roślinami, głównie trzcinami i olchami. Obecnie z powodu obniżania się poziomu wód gruntowych bagna stopniowo wysychają.
We wsi znajduje się także niewielki, zarastający staw oraz leżąca obok niego małą sadzawka, stanowiąca pozostałość po niewielkim jeziorku. Oba te obiekty na wiosnę napełniają się wodą z roztopów i w ciągu lata wysychają zupełnie, przy czym najpierw wysycha sadzawka, zaś woda w stawie utrzymuje się kilka tygodni dłużej.
Równolegle do ulicy stanowiącej oś osady płynął niegdyś niewielki strumień. Obecnie jest on całkowicie wyschnięty i jedynie po bardzo silnych opadach oraz gwałtownych roztopach w potoku tym pojawia się woda. Zdarza się to jednak tylko co kilka lat.
W odległości ok. 0,5 km od Raducza przepływa rzeka Rawka. Cała ta rzeka oraz jej najbliższa okolica stanowi część Rezerwatu Przyrody Rawka, zaś poniżej Starej Rawy, odległej od Raducza o ok. 3 km (w linii prostej) Rawka staje się częścią Bolimowskiego Parku Krajobrazowego. Do rzeki tej dochodziły łąki należące do raduckich chłopów. Łąki te obecnie w większości zarośnięte są przez kępy |drzew, głównie olch.
W pobliżu rzeki rośnie także wiele roślin zielnych podlegających ochronie. Należą do nich m.in. bagno zwyczajne, bluszcz, konwalia majowa, marzanka wonna, rosiczka okrągłolistna, storczykowate, turówka wonna, wawrzynek wilczełyko i widłaki.

#### Grzyby

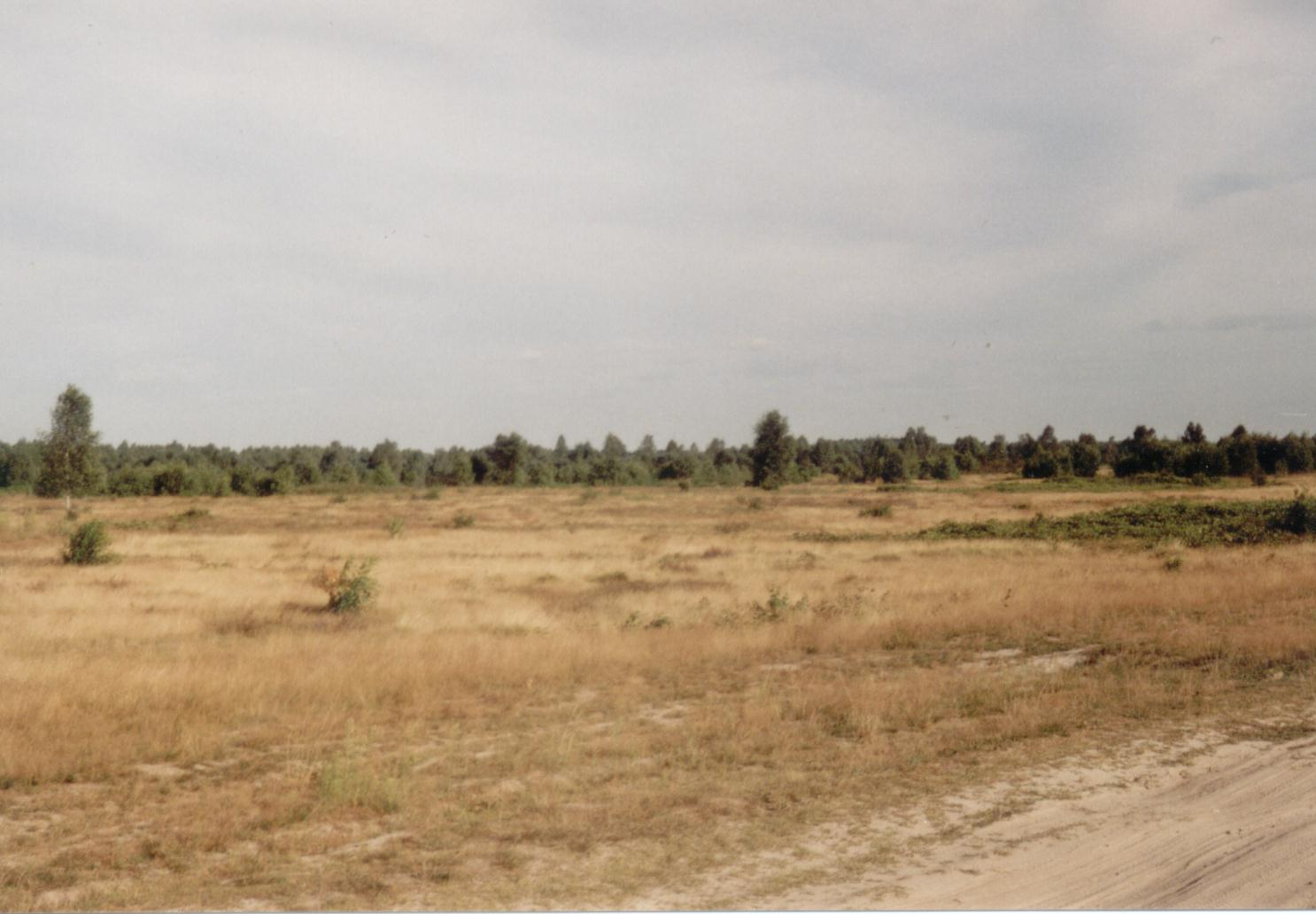
Poligon wojskowy w Raduczu (stan w 1999 r., od tej pory obszar ten w znacznym stopniu zarósł)

Dla mieszkańców Raducza, a zwłaszcza dla osób spędzających tam lato, ważną rolę odgrywa zbieranie grzybów, traktowane z jednej strony jako możliwość urozmaicenia diety, a z drugiej – jako sposób spędzania wolnego czasu. W okolicznych lasach niegdyś licznie występowało kilkanaście gatunków grzybów jadalnych. Dla mieszkańców Raducza do lat 60. stanowiły one ważne źródło pożywienia. Od lat 80. liczba grzybów w raduckich lasach znacząco spadła; niektóre gatunki (np. rydze) praktycznie wyginęły, inne (jak podgrzybki) w niewielkiej liczbie pojawiają się jesienią. Zjawisko to spowodowane jest prawdopodobnie przez nadmierne grzybobrania. Drugim powodem, który mógł wpłynąć na spadek liczby owocników, jest zmniejszenie się poziomu opadów i wynikający z tego niski poziom wilgotności ściółki. Obecnie w lasach masowo występują jedynie gatunki niejadalne, m.in. muchomory, olszówki i inne tzw. betki, jednak i ich liczba spadła w porównaniu ze stanem sprzed kilkudziesięciu lat.
Na położonym w pobliżu wsi poligonie niedawno jeszcze znajdowały się nietypowe dla tej części Polski stanowiska roślinności stepowej, złożonej z przede wszystkim z różnych gatunków traw, a ponadto porostów, krzewinek, wrzosów, i roślin kwiatowych, oraz występujących z rzadka krzewów, głównie żarnowców i jałowców. Obecnie teren ten zarósł młodym lasem sosnowo-brzozowym i zasięg poprzedniego typu roślinności został znacznie ograniczony.

### Fauna
W lasach i zagajnikach w okolicy Raducza żyją sarny, zające, lisy, dzikie świnie, jeże, ryjówki (m.in. rzęsorek rzeczek – występujący w pobliżu Rawki) i inne drobniejsze ssaki. Z rzadko występują dzikie króliki, borsuki, jenoty i kuny oraz łasice. W latach 80. w pobliżu Rawki osiedlono także bobry. W pobliżu rzeki pojawiają się także piżmaki. Sporadycznie w pobliżu wsi spotkać można także łosie i jelenie. Licznie występują nietoperze.
Z ptaków spotkać można spotkać ok. 100 gatunków, m.in. bażanty, kuropatwy, kukułki, dzięcioły i liczne gatunki ptaków śpiewających, a z ptaków drapieżnych – sokoły i sowy. W pobliżu rzeki – także dzikie kaczki, dzikie gęsi, czasem też łabędzie oraz inne ptactwo wodne. Na przyległych do Rawki łąkach – m.in. bociany (głównie białe, z rzadka także i czarne) oraz żurawie.
Ponadto w pobliżu wsi żyją liczne gady (jaszczurki, zaskrońce) oraz płazy (głównie żaby i ropuchy). Te ostatnie szczególnie licznie występują na bagnach i nieopodal rzeki, w stawie i sadzawce, przynajmniej dopóki zbiorniki te nie wyschną, co następuje zwykle w lipcu–sierpniu, zależnie od temperatury i poziomu opadów. W pobliskiej Rawce żyje wiele gatunków ryb, a także raki oraz ślimaki.
W całej okolicy Raducza żyją także liczne gatunki owadów: motyli, błonkówek, żuków i chrząszczy, a na terenach wilgotnych – także ważek i jętek. Najwięcej gatunków owadów (ponad 650) żyje w pobliżu Rawki.
Niektóre z gatunków zwierząt, występujących w okolicy Raducza mają niekorzystny wpływ na komfort życia ludzi. Spośród tych gatunków wyróżniają się owady: w pobliżu bagien, zwłaszcza w latach z dużymi opadami życie mieszkańcom uprzykrzają komary, ponadto co kilka lat następuje masowy wylęg os. Także raz na parę lat w lasach masowo pojawiają się kleszcze. Dzięki zaprzestaniu hodowli zwierząt gospodarskich w ostatnich latach we wsi nie ma gzów, a także znacząco spadła liczba much, niegdyś bardzo licznie występujących.

## Transport
Komunikację ze Skierniewicami i Rawą Mazowiecką zapewnia głównie transport prywatny. We wsi znajduje się przystanek autobusowy obsługujący dawniej kursy do Rawy Mazowieckiej i Skierniewic. Obecnie najbliższe połączenie autobusowe działa w Nowym Dworze (Linia nr 2 Skierniewice – Rawa).

## Opieka duszpasterska
Według podziału administracyjnego Kościoła katolickiego Raducz należy do parafii św. Antoniego Padewskiego w Babsku, wchodzącej w skład dekanatu Lubochnia. Świątynią parafialną mieszkańców Raducza jest kościół pw. św. Antoniego Padewskiego w oddalonym o ok. 4,5 km Babsku. Ściany kościoła w Babsku zdobi epitafium rodziny Węgrzeckich – dawnych właścicieli majątku Raducz.
Ludność wsi oraz letnicy korzystają często z kościoła w Starej Rawie, oddalonego o 4–5 km.
Większość zmarłych pochodzących z Raducza pochowanych jest na cmentarzu parafialnym w Babsku.

## Tereny wojskowe
Raducki poligon wojskowy, mimo iż wskutek reformy rolnej jego obszar po wojnie został zmniejszony (wcześniej zajmował obszar blisko 1500 ha), otacza wieś ze wszystkich niemal stron. Właściwie to cała wschodnia część wsi wcina się szerokim na 300 m klinem w teren poligonu. Obszar ten stanowił do niedawna teren wojskowy, na którym znajdowały się tabliczki z zakazem wstępu, ignorowane przez miejscową ludność, dla której obszar ten – gdy nie odbywały się ćwiczenia wojskowe – był miejscem zbierania grzybów i wypasu bydła. Także podróż do odległego o 5 km parafialnego kościoła w Babsku wymagała przejechania przez teren poligonu, gdyż alternatywą była podróż okrężną drogą liczącą ok. 15 km. To wszystko powodowało, iż wojsko nie egzekwowało zakazu wstępu na poligon, z wyjątkiem sytuacji, gdy odbywały się na nim ćwiczenia. Do czasu położenia asfaltu na drodze dojazdowej do Raducza na poligonie tym odbywały się także manewry z udziałem czołgów.
Obecnie poligon nie spełnia funkcji związanych z wojskowością; większa część jego obszaru została przekazana Lasom Państwowym. Do listopada 2013 roku Nadleśnictwo prowadziło rewitalizację lasów – dawnych terenów powojskowych. Oczyszczono przeszło 123 ha lasów i rozebrano budynki popoligonowe w Raduczu. Znaleziono przeszło 17400 sztuk różnego rodzaju amunicji, granatów, moździerzy.
Niewielki fragment tego dużego obszaru, dość odległy od Raducza, wykorzystywany jest jako strzelnica m.in. przez BOR i policję.
Na początku XXI wieku (ok. 2002–2003) pojawiły się koncepcje, by nieużywany poligon w Raduczu wykorzystać dla potrzeb budowy mającego powstać nowego lotniska międzynarodowego – Centralnego Portu Lotniczego (tzw. wówczas drugiego lotniska dla Warszawy). W związku z planami budowy dużego lotniska w centralnej Polsce, pojawiło się 7 oficjalnych możliwości, dotyczących jego potencjalnej lokalizacji. Jedną z nich był sąsiadujący z Raduczem Babsk, przy czym samo lotnisko miałoby być zbudowane właśnie na terenach raduckiego poligonu. Pomysł, by to na raduckim poligonie powstało lotnisko, de facto został zarzucony, zarówno poprzez decyzje Ministerstwa Infrastruktury, że najwłaściwszym miejscem powstania lotniska będzie Mszczonów lub Modlin, jak i poprzez rozbudowę portu lotniczego w Modlinie.
W 2008 r. władze Skierniewic zaproponowały, by na terenie dawnej jednostki wojskowej powstał zakład karny. Konsultacje pomiędzy okręgowym Inspektoratem Służby Więziennej w Łodzi, lokalnymi władzami oraz Biurem Ochrony Rządu nie przyniosły rezultatów. Ostatecznie sprawa jednak upadła.

### Bloki powojskowe
W 2019 roku władze Skierniewic planowały stworzyć mieszkania socjalne w budynkach Służby Ochrony Państwa (dawnego BOR). Dłużnicy, regularnie nie płacący czynszu mieszkańcy Skierniewic mieliby zamieszkać w odległym o 15 kilometrów od Skierniewic ośrodku w lesie.

## Filmy kręcone na terenie Raducza
Na poligonie raduckim na początku lat 60. nakręcono część scen serialu telewizyjnego pt. Czterej pancerni i pies, oraz filmów Kazimierz Wielki (lata 70.) i Zamach stanu (lata 80.).

## Postaci związane z Raduczem
W Raduczu mieszkał wybitny skrzypek ludowy Stanisław Klejnas (1905–1988), laureat Nagrody Kolberga. W latach 60. i 70. był jednym z najbardziej znanych muzyków ludowych występujących na festiwalach i konkursach. Występował ze swoją kapelą w filmach Chłopi i Wesele Boryny. Polskie Radio wydało monograficzną płytę poświęconą muzyce Stanisława Klejnasa.
Ponadto w miejscowości tej urodził się Jerzy Kubalewski – poseł do Sejmu w latach 1972–1980.